# Coppa di Francia 1974-1975
La stagione 1974-75 è stata la 58ª edizione della Coppa di Francia.

## Risultati

### 7º Turno
| Squadra 1             | Risultato   | Squadra 2               |
| --------------------- | ----------- | ----------------------- |
| Le Puy                | 2 - 0       | Bourges                 |
| Saint-Dié             | 3 - 1       | Mulhouse                |
| Nancy                 | 9 - 1       | Olympique Saint-Quentin |
| Besançon              | 3 - 2 (dts) | Villefranche            |
| Châteauroux           | 2 - 0       | Limoges                 |
| Châtellerault         | 3 - 1 (dts) | AAJ Blois               |
| US Noeux-les-Mines    | 2 - 3 (dts) | Sedan                   |
| Le Havre              | 1 - 3       | Rouen                   |
| Pont-de-Chéruy        | 1 - 2       | Auxerre                 |
| Cambrai               | 1 - 0       | Beauvais                |
| Sète                  | 1 - 0 (dts) | AS Mazargues            |
| Béziers               | 2 - 0       | AS Brignoles            |
| Caen                  | 1 - 3 (dts) | Valenciennes            |
| Laval                 | 3 - 0       | US Normande             |
| Betschdorf            | 2 - 1       | Chaumont                |
| Tolosa                | 3 - 1       | Cazères                 |
| Arc-lès-Gray          | 0 - 2       | Gueugnon                |
| Stade Quimpérois      | 0 - 0 (dts) | Guingamp                |
| Dunkerque             | 3 - 1 (dts) | Stade Béthunois FC      |
| CA Lisieux            | 2 - 3       | SC Hazebrouckois        |
| Brest                 | 6 - 1       | Quiberon                |
| Trappes               | 0 - 4       | Tours                   |
| Lorient               | 3 - 1       | Redon                   |
| Montpellier           | 1 - 0       | Olympique Avignonais    |
| Paris FC              | 1 - 0       | Calais RUFC             |
| Cannes                | 4 - 0       | Ajaccio                 |
| Épinal                | 3 - 1       | FC Kogenheim            |
| Martigues             | 3 - 2       | Gap HAFC                |
| SC Tolone             | 2 - 0       | RC Grasse               |
| Montluçon             | 2 - 1 (dts) | AS Salindres            |
| Amiens                | 3 - 2       | Sainte-Geneviève Sport  |
| FC Libourne           | 2 - 1 (dts) | SO Mazamet              |
| Arago Orléans         | 3 - 2 (dts) | RS Point-à-Pitre        |
| SO Maine              | 2 - 1       | US Le Mans              |
| USM Malakoff          | 2 - 1       | Tahiti                  |
| Prémontré             | 1 - 3       | AS Aulnoye              |
| Cayenne               | 1 - 4       | JGA Nevers              |
| Martinique            | 1 - 1 (dts) | US Melun                |
| Les Herbiers VF       | 1 - 3       | Saintes                 |
| Fossemagne            | 1 - 3       | Andernos                |
| FC Saint-Louis Neuweg | 1 - 0       | Avenir Arnould          |
| AS Pierrots Vauban    | 1 - 0       | US Baume-les-Dames      |
| Saint-Chamond         | 1 - 0       | Brassac                 |
| AFC Creil             | 2 - 1       | Saint-Joseph            |

### Spareggi 7º Turno
| Squadra 1        | Risultato       | Squadra 2 |
| ---------------- | --------------- | --------- |
| Martinique       | 2 - 1           | US Melun  |
| Stade Quimpérois | 2 - 2 (X-X dcr) | Guingamp  |

### Trentaduesimi di finale
| Squadra 1             | Risultato   | Squadra 2          |
| --------------------- | ----------- | ------------------ |
| Olympique Marsiglia   | 4 - 0       | Nantes             |
| Stade Reims           | 2 - 1 (dts) | Olympique Lione    |
| Bordeaux              | 1 - 1 (dts) | Châteauroux        |
| Metz                  | 1 - 1 (dts) | AC Cambrai         |
| Cannes                | 2 - 1       | Nîmes              |
| Lilla                 | 4 - 1       | SC Hazebrouckois   |
| Angers                | 3 - 1       | Tolosa             |
| SC Tolone             | 1 - 0       | Monaco             |
| Montluçon             | 3 - 1       | Red Star           |
| Strasburgo            | 4 - 0       | USM Malakoff       |
| Troyes AF             | 2 - 0       | JGA Nevers         |
| Lens                  | 2 - 1       | Arago Orléans      |
| Paris Saint-Germain   | 2 - 2 (dts) | SR Saint-Dié       |
| Rennes                | 1 - 0       | AS Aulnoye         |
| Saint-Étienne         | 2 - 0       | SO Maine Le Mans   |
| Bastia                | 3 - 1       | ES Saintes         |
| Sochaux               | 5 - 0       | AS Pierrots Vauban |
| Nizza                 | 8 - 0       | GS Martinique      |
| Valenciennes          | 2 - 0       | Amiens             |
| Laval                 | 1 - 0       | Dunkerque          |
| Brest                 | 2 - 0       | Stade Quimpérois   |
| Nancy                 | 2 - 1 (dts) | Gueugnon           |
| Sedan                 | 4 - 1       | Épinal             |
| Béziers               | 0 - 1       | Le Puy             |
| Lorient               | 2 - 1       | Châtellerault      |
| FC Libourne           | 3 - 2       | Tours              |
| FC Saint-Louis Neuweg | 1 - 0       | Auxerre            |
| Besançon              | 1 - 0       | Betschdorf         |
| Martigues             | 0 - 0 (dts) | Montpellier        |
| Rouen                 | 4 - 1       | AFC Creil          |
| Paris FC              | 5 - 0       | Andernos           |
| Sète                  | 4 - 3       | Saint-Chamond      |

### Spareggi Trentaduesimi
| Squadra 1           | Risultato | Squadra 2    |
| ------------------- | --------- | ------------ |
| Bordeaux            | 5 - 0     | Châteauroux  |
| Metz                | 1 - 0     | Cambrai      |
| Paris Saint-Germain | 4 - 0     | SR Saint-Dié |
| Martigues           | 2 - 0     | Montpellier  |

### Sedicesimi di finale
| Squadra 1     | Totale | Squadra 2             | Andata | Ritorno |
| ------------- | ------ | --------------------- | ------ | ------- |
| Bordeaux      | 0 - 3  | Sochaux               | 0 - 0  | 0 - 3   |
| Rennes        | 2 - 7  | Metz                  | 2 - 2  | 0 - 5   |
| Bastia        | 4 - 2  | Nizza                 | 2 - 0  | 2 - 2   |
| Besançon      | 2 - 5  | Strasburgo            | 0 - 2  | 2 - 3   |
| Stade Reims   | 1 - 3  | Laval                 | 0 - 0  | 1 - 3   |
| Montluçon     | 0 - 1  | Olympique Marsiglia   | 0 - 0  | 0 - 1   |
| Rouen         | 1 - 3  | Troyes AF             | 1 - 0  | 0 - 3   |
| Brest         | 2 - 5  | Lens                  | 1 - 0  | 1 - 5   |
| Lorient       | 3 - 5  | Angers                | 3 - 3  | 0 - 2   |
| Paris FC      | 0 - 3  | Lilla                 | 0 - 1  | 0 - 2   |
| Sète          | 2 - 8  | Paris Saint-Germain   | 2 - 4  | 0 - 4   |
| Saint-Étienne | 8 - 1  | Le Puy                | 6 - 0  | 2 - 1   |
| Nancy         | 8 - 1  | FC Saint-Louis Neuweg | 5 - 0  | 3 - 1   |
| FC Libourne   | 5 - 9  | Tolone                | 1 - 4  | 4 - 5   |
| Cannes        | 1 - 5  | Martigues             | 1 - 1  | 0 - 4   |
| Valenciennes  | 5 - 5  | Sedan                 | 2 - 0  | 3 - 5   |

### Ottavi di finale
| Squadra 1           | Totale | Squadra 2           | Andata | Ritorno     |
| ------------------- | ------ | ------------------- | ------ | ----------- |
| Sochaux             | 0 - 5  | Paris Saint-Germain | 0 - 3  | 0 - 2       |
| Angers              | 2 - 1  | Troyes AF           | 0 - 0  | 2 - 1 (dts) |
| Olympique Marsiglia | 2 - 1  | Lilla               | 2 - 0  | 0 - 1       |
| Metz                | 6 - 2  | Valenciennes        | 2 - 0  | 4 - 2       |
| Nancy               | 3 - 4  | Saint-Étienne       | 1 - 1  | 2 - 3       |
| Strasburgo          | 6 - 3  | Martigues           | 4 - 2  | 2 - 1       |
| Lens                | 6 - 2  | Tolone              | 3 - 1  | 3 - 1       |
| Laval               | 2 - 7  | Bastia              | 1 - 0  | 1 - 7       |

### Quarti di finale
| Squadra 1           | Totale | Squadra 2           | Andata | Ritorno |
| ------------------- | ------ | ------------------- | ------ | ------- |
| Olympique Marsiglia | 2 - 4  | Paris Saint-Germain | 2 - 2  | 0 - 2   |
| Metz                | 5 - 6  | Lens                | 4 - 3  | 1 - 3   |
| Bastia              | 2 - 0  | Angers              | 1 - 0  | 1 - 0   |
| Saint-Étienne       | 3 - 1  | Strasburgo          | 2 - 0  | 1 - 1   |

### Semifinali
| Squadra 1     | Risultato   | Squadra 2           |
| ------------- | ----------- | ------------------- |
| Lens          | 3 - 2 (dts) | Paris Saint-Germain |
| Saint-Étienne | 2 - 0       | Bastia              |

### Finale
| Squadra 1     | Risultato | Squadra 2 |
| ------------- | --------- | --------- |
| Saint-Étienne | 2 - 0     | Lens      |

| Arbitro: | Héliès |

| |            |                                                                                        |
| Piazza 68’ Larqué 79’ | Marcatori  |                                                                                        |
| · Ćurković · Janvion · Piazza · Lopez · Farison · Larqué · Bathenay · 77’ Synaeghel · H. Revelli · P. Revelli · Sarramagna · A disposizione: · 77’ Santini | Formazioni | Lannoy Hopquin Notheaux Marie Grzegorczyk Elie Leclercq Bousdira Faber Kaiser Zuraczek |
| Herbin | Allenatori | Sowinski                                                                               |